# Imbrius acutipennis
Imbrius acutipennis är en skalbaggsart som först beskrevs av Fisher 1935.  Imbrius acutipennis ingår i släktet Imbrius och familjen långhorningar. Inga underarter finns listade i Catalogue of Life.